# Дуглас (округ, Орегон)
Шаблон:StateAbbr_ 43°17′ пн. ш. 123°11′ зх. д. / 43.29° пн. ш. 123.18° зх. д.
Округ Дуґлас (англ. Douglas County) — округ (графство) у штаті Орегон, США. Ідентифікатор округу 41019.

## Історія
Округ утворений 1852 року.

## Демографія
За даними перепису
2000 року
загальне населення округу становило 100399 осіб, зокрема міського населення було 58411, а сільського — 41988.
Серед мешканців округу чоловіків було 49389, а жінок — 51010. В окрузі було 39821 домогосподарство, 28218 родин, які мешкали в 43284 будинках.
Середній розмір родини становив 2,9.
Віковий розподіл населення поданий у таблиці:
| Стать    | До 15 років | 15-21 | 22-29 | 30-39 | 40-49 | 50-65 | 65-85 | Понад 85 |
| -------- | ----------- | ----- | ----- | ----- | ----- | ----- | ----- | -------- |
| Чоловіки | 10022       | 4764  | 3855  | 5757  | 7578  | 9230  | 7498  | 685      |
| Жінки    | 9423        | 4550  | 3811  | 6108  | 7984  | 9429  | 8452  | 1253     |

## Суміжні округи
- Лейн — північ
- Клемет — схід
- Джексон — південь
- Джозефін — південь
- Каррі — південний захід
- Кус — захід

## Виноски
1. ↑  U.S. Decennial Census. United States Census Bureau. Архів оригіналу за 26 квітня 2015. Процитовано 25 лютого 2015.
2. ↑  Historical Census Browser. University of Virginia Library. Архів оригіналу за 11 серпня 2012. Процитовано 25 лютого 2015.
3. ↑  Forstall, Richard L., ред. (27 березня 1995). Population of Counties by Decennial Census: 1900 to 1990. United States Census Bureau. Архів оригіналу за 19 лютого 2015. Процитовано 25 лютого 2015.
4. ↑  Census 2000 PHC-T-4. Ranking Tables for Counties: 1990 and 2000 (PDF). United States Census Bureau. 2 квітня 2001. Архів оригіналу (PDF) за 18 грудня 2014. Процитовано 25 лютого 2015.
5. ↑  State & County QuickFacts. United States Census Bureau. Архів оригіналу за 20 червня 2011. Процитовано 14 листопада 2013.(англ.) Наведено за англійською вікіпедією.
6. ↑  American FactFinder. Бюро перепису населення США. Архів оригіналу за 21 травня 2008. Процитовано 31 січня 2008.

| США | Це незавершена стаття з географії США. Ви можете допомогти проєкту, виправивши або дописавши її. |